# Rödjan, Raseborg

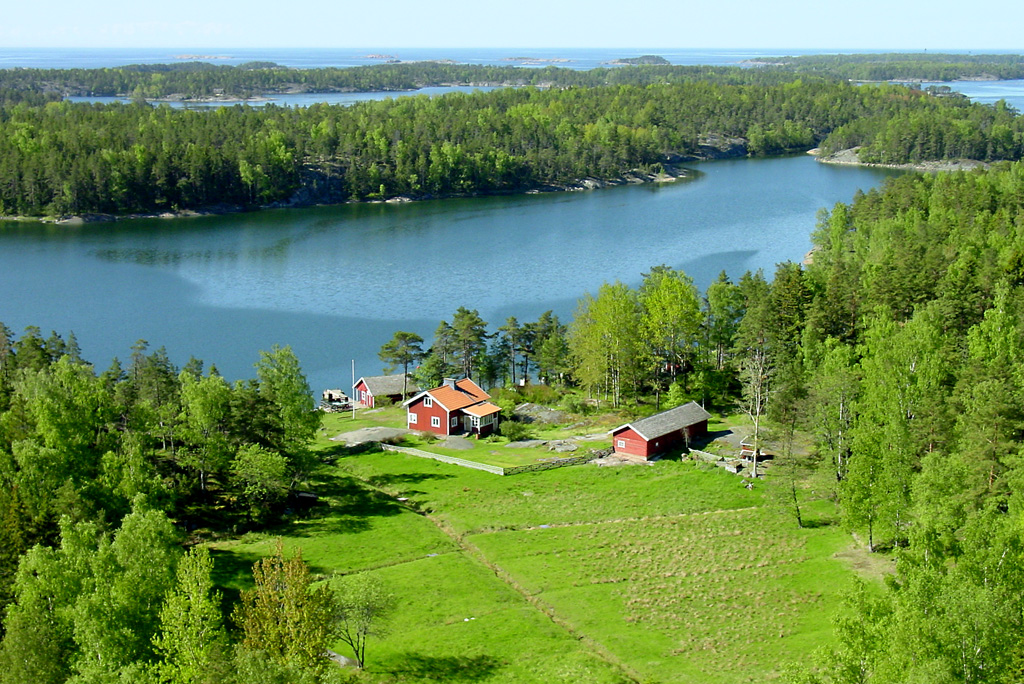
Rödjan

Rödjan på Älgö i Ekenäs skärgårds nationalpark är ett före detta fiskehemman som verkar som nationalparkens naturstuga. Hemmanet togs ibruk som naturstuga 1994 efter en grundlig renovering. Från Rödjans gårdstun utgår en 2 kilometer lång naturtstig. Längs stigen ligger ett utsiktstorn. I bostadshuset och strandboden finns en utställning om skärgårdsnaturen och forna tiders skärgårdsliv. 
Rödjan erbjuder en skyddad hamn för båtfarare, men kan sommartid också nås från Ekenäs med turtrafik. Avståndet från Ekenäs är ca 10 sjömil (18 km). 
Rödjan var kanotisten och olympiamedaljören Thorvald Strömbergs barndomshem.